# KolibriOS
KolibriOS (Kolibri Operating System, definito anche KOS) è un sistema operativo gratuito e open source (distribuito sotto licenza GPL). È scritto interamente nel linguaggio di programmazione assembly (FASM).

## Caratteristiche
KolibriOS è una versione modificata di un altro sistema operativo chiamato MenuetOS.
Le differenze con MenuetOS sono molteplici. Sicuramente la prima modifica che salta subito all'occhio è la maggiore automatizzazione del processo di avvio.
KolibriOS funziona anche con hardware poco potente, infatti è usato più che altro per ridare nuova vita a vecchi computer.
Nonostante occupi poco spazio e abbia basse richieste hardware, KolibriOS ha tutto ciò che serve, anche se in maniera spartana, per svolgere il lavoro di tutti i giorni, da un elaboratore di testo a un browser web.
Attualmente il sistema operativo è in fase beta ed è quindi pronto per un utilizzo quotidiano, anche se necessita di alcuni miglioramenti che dovrebbero renderlo completamente stabile ed efficiente.
L'avvio viene eseguito in pochi secondi, e questo è dovuto al fatto che è stato programmato per lo più in assembly.
Non tutti i contenuti presenti nella versione russa sono presenti nella versione inglese, inoltre il sistema è disponibile anche per altre lingue, fra cui l'italiano.
Kolibri comprende anche vari emulatori, fra cui DOSBox, che permette di eseguire a finestra giochi come Quake o Doom, ScummVM per vecchie avventure grafiche e altri emulatori per supportare piattaforme come Game Boy e altre. Tutti sono inclusi in versione shareware nella versione Live CD.
KolibriOS è attualmente in grado di effettuare il boot (tramite il boot manager GRUB) da un CD, da un floppy o da un disco rigido. Prima dell'avvio si può scegliere la risoluzione dello schermo, che supporta tutti gli standard a partire da 800x640. In alcune versioni più datate era possibile l'esecuzione a 400x320.
Il sistema comprende anche un compilatore FASM.
Esiste la possibilità di cambiare tema, fra una trentina nella live CD, ma non di cambiare font, poiché quasi inesistenti con quella estensione (.CHR). Possiede anche uno pseudo menu start, chiamato WAYE nelle versioni più recenti, oltre che una Charm Bar posizionata a sinistra dello schermo.

## Requisiti di sistema
- CPU compatibile i586

- 8 MB di RAM[2]
- Scheda grafica compatibile VESA
- Unità floppy da 3,5" da 1,44 MB, unità disco rigido, unità flash USB o unità CD-ROM
- Tastiera e mouse (Seriale, PS/2 o USB)

## Hardware supportato
- Sono supportati USB 1.1 e 2.0 (UHCI, OHCI ed EHCI). Sono supportati anche gli hub USB, sebbene gli unici dispositivi USB HID supportati siano tastiera, mouse e unità flash USB.
- Archiviazione: i dischi rigidi interni con interfacce PATA/IDE e SATA/AHCI sono supportati in modo nativo.
- File system: i file system supportati includono FAT12/16/32 (supporto nomi lunghi), ext2, ext3 ed ext4 (parzialmente), CDFS (incluso multisessione, sola lettura), NTFS (lettura e scrittura ma nessuna funzione estese come la crittografia) e XFS (sola lettura)
- Audio: supporto codec audio AC'97 per chipset Intel, nForce, nForce2, nForce3, nForce4, SIS7012, FM801, VT8233, VT8233C, VT8235, VT8237, VT8237R, VT8237R Plus ed EMU10K1X. Intel High Definition Audio è supportato su alcune schede madri.
- Video: funziona su qualsiasi scheda e sono disponibili driver specifici per chipset AMD e Intel
- Rete: supporto allo stack TCP/IP e alcune schede di rete Ethernet[3]